# Aéroport de Londrina
L'aéroport de Londrina – Governador José Richa (code IATA : LDB • code OACI : SBLO) est l'aéroport de la ville de Londrina au Brésil. Il est nommé d'après José Richa (1934-2003), ancien maire de Londrina, et gouverneur du Paraná.
Il est exploité par Infraero.

## Historique
L'aéroport a été inauguré en 1936. En 1958, un nouveau terminal a été ouvert et il a été entièrement rénové et agrandi en 2000.

## Situation
| \| 200 km1:42 212 000 \| São Paulo-Guarulhos São Paulo-Congonhas Brasília Rio-Galeão Belo Horizonte Campinas Rio-Santos-Dumont Recife Porto Alegre Salvador Fortaleza Curitiba Florianópolis Belém Vitória Goiânia Manaus Navegantes |
| 200 km1:42 212 000 |

## Statistiques
Pour des raisons techniques, il est temporairement impossible d'afficher le graphique qui aurait dû être présenté ici.

Voir la requête brute et les sources sur Wikidata.

## Compagnies aériennes et destinations
| Compagnies              | Destinations                                                                                     |
| ----------------------- | ------------------------------------------------------------------------------------------------ |
| Azul Brazilian Airlines | São Paulo/Campinas, Curitiba En saison: Belo Horizonte, Florianópolis, Maceió, Porto Seguro (en) |
| Gol Transportes Aéreos  | São Paulo/Congonhas, São Paulo/Guarulhos                                                         |
| LATAM Brasil            | São Paulo/Congonhas, São Paulo/Guarulhos                                                         |

Édité le 15/06/2019  Actualisé le 28/12/2023

## Accidents et incidents
- 13 décembre 1950: un Douglas C-47A-90-DL de Viação Aérea do São Paulo (enregistrement PP-SPT) a perdu de la puissance du moteur pendant le décollage de Londrina, s'est écrasé et a pris feu. Il y eut trois victimes[1].
- 14 septembre 1969 : un Douglas C-47B-45-DK de Viação Aérea do São Paulo (enregistrement PP-SPP) a décollé de Londrina vers São Paulo-Congonhas, mais a dû retourner faire demi-tour en raison d'un problème technique. Lors de l'approche de la piste, l'avion a effectué un virage à gauche et s'est écrasé. Les 20 passagers et membres d'équipage sont morts[2],[3].

## Accès
L'aéroport est situé à 2 km au sud-est du centre-ville de Londrina.